# Nederland in de Tweede Wereldoorlog
Op 10 mei 1940 raakte Nederland door de Duitse invasie rechtstreeks betrokken bij de Tweede Wereldoorlog, waarna Nederland bezet werd door nazi-Duitsland. Nederland werd eind 1944 en begin 1945 bevrijd door de geallieerden, voornamelijk Amerikaanse, Britse en Canadese troepen. Als einde van die periode wordt in Nederland 5 mei 1945, de dag van de capitulatiebesprekingen aangehouden. Internationaal geldt 8 mei als einde van de Tweede Wereldoorlog in Europa.
De Nederlandse kolonie Nederlands-Indië werd in 1942 door Japan met militair geweld bezet. In augustus 1945 gaven de Japanners zich over, wat als het internationale einde van de Tweede Wereldoorlog beschouwd wordt. Suriname en het Caribisch deel van het Koninkrijk der Nederlanden bleven buiten de oorlog.
Grofweg kan voor Europees Nederland de Tweede Wereldoorlog in vier fasen worden onderscheiden:
- 1 september 1939 tot 10 mei 1940, waarin Nederland neutraal was en trachtte te blijven;
- 10 mei 1940 tot 22 juni 1941, de 'meevallende bezetting', waarbij Seyss-Inquart in zijn bestuur de 'fluwelen handschoen'-aanpak hanteerde en de economische uitbuiting nog beperkt bleef;
- 22 juni 1941 tot 6 juni 1944, doordat de oorlog steeds minder in het voordeel van Duitsland verloopt, neemt de economische uitbuiting toe en wordt de bezetting grimmiger. Vanaf de zomer van 1942 worden de Nederlandse Joden massaal naar concentratiekampen gedeporteerd.
- 6 juni 1944 tot 4 mei 1945, waarbij honger en gebrek hun toppunt bereiken tijdens de Hongerwinter en ook de Duitse bezetter meer en meer zijn greep verliest maar tevens steeds onberekenbaarder wordt. Enerzijds oefenen kopstukken matigende invloed uit, anderzijds worden nog vernielingen aangericht.

## Aanloop naar de oorlog
In de periode tussen de Eerste en de Tweede Wereldoorlog onderging Nederland, evenals andere landen, de invloed van de mondiale recessie na de beurskrach van 1929.
Minister-president Hendrikus Colijn voerde de politiek van de harde gulden. Deze leidde wel tot een harde valuta, vermeed de hyperinflatie zoals deze in Duitsland ontstond, maar veroorzaakte volgens sommige economen ook veel armoede. De Vereeniging Nederlandsch Fabrikaat trachtte met de campagne Koopt Nederlandsche waar, dan helpen wij elkaar de economische neergang te keren. Mede door de armoede was ook in Nederland de opkomst van het nationaalsocialisme mogelijk. Anton Mussert richtte begin 1932 samen met Kees van Geelkerken de NSB op. Onder invloed van de economische malaise en de gebroken geweer-beweging werden budgettaire prioriteiten niet bij het toenmalige ministerie van Oorlog gelegd. Pas in 1939, toen de geallieerden Duitsland de oorlog verklaarden, mobiliseerde Nederland. Men trachtte nog op de valreep wapens te kopen in onder andere Zweden, Engeland en Zwitserland, maar al snel werden geen orders meer geaccepteerd. In de winter 1939-1940, met name in november 1939, ontstond een aantal keer een crisissfeer. Het Venlo-incident, en het uitlekken van de Duitse aanvalsplannen zorgden een aantal keer voor paniek, maar telkens dreef de bui over. De Nederlandse agenten in Berlijn hadden een paar keer gewaarschuwd, maar werden op het laatst niet meer geloofd. Dat gold ook toen op de avond van 9 mei 1940 de volgende boodschap werd doorgegeven: Morgenvroeg bij het krieken van de dag. Houdt stand!

### Eerste slachtoffers
Op 8 september 1939 sneuvelden de eerste Nederlandse militairen, bij het zinken van de mijnenveger Willem van Ewijck, ter hoogte van de Noordvaarder bij West-Terschelling. Bij het tot stand brengen van een doorvaart in het Boomkensdiep werd het schip door een geactiveerde verspermijn midscheeps geraakt. De mijnenveger brak in tweeën en zonk onmiddellijk in 10 meter diep water. Daarbij verloren 30 bemanningsleden het leven.
Op 18 november 1939 zonk het Nederlandse passagiersschip Simon Bolivar voor de oostkust van Engeland na op een vermoedelijk Duitse mijn gelopen te zijn. Daarbij kwamen 84 passagiers en 18 bemanningsleden om. Dit waren de eerste Nederlandse burgerslachtoffers van de oorlog.

## Duitse inval
Hoewel Nederland bij het uitbreken van de Tweede Wereldoorlog in september 1939 zich opnieuw neutraal had verklaard, viel Duitsland op 10 mei 1940 Nederland, tegelijk met België en Luxemburg, toch binnen
Adolf Hitler liet op vrijdag 3 uur 55 Nederlandse tijd de invasie op Nederland inzetten. Het slecht bewapende Nederlandse leger werd snel door de Duitsers onder de voet gelopen. Bij de Afsluitdijk, de Grebbeberg en de Moerdijkbrug bood het Nederlandse leger weerstand. De Slag om Den Haag, waarbij Duitse luchtlandingstroepen onder meer als doel hadden om het Nederlandse Koninklijk Huis en de regering gevangen te nemen, liep op een Duitse mislukking uit. De aanval op de Nederlandse regering was toevertrouwd aan de 22e Luchtlanding Infanteriedivisie. De belangrijkste taak tijdens deze operatie “Fall Festung”, was het veroveren van de vliegvelden rondom Den Haag, en vervolgens de gijzelneming van koningin Wilhelmina. Voor het verplaatsen van de uit 10 000 man bestaande divisie waren twee dagen uitgetrokken. Het Nederlandse leger sloeg tegen alle verwachtingen in de aanval af: 525 Duitse vliegtuigen werden neergehaald.
De koningin en de ministers weken uit naar Londen, zie verder het lemma Londens kabinet. Minister Max Steenberghe, die eerst samen met Aart van Rhijn in het land had willen blijven, terwijl de anderen al in Hoek van Holland waren, droeg op eigen initiatief, maar uit naam van de koningin en het kabinet, op 13 mei het regeringsgezag in Nederland over aan opperbevelhebber generaal Henri Winkelman. Hij verzocht tegelijkertijd de secretarissen-generaal zich te voegen naar de aanwijzingen van Winkelman. Dit werd die middag door het kabinet, en op 15 mei door de koningin, informeel bekrachtigd, er werd echter niets op papier gezet.

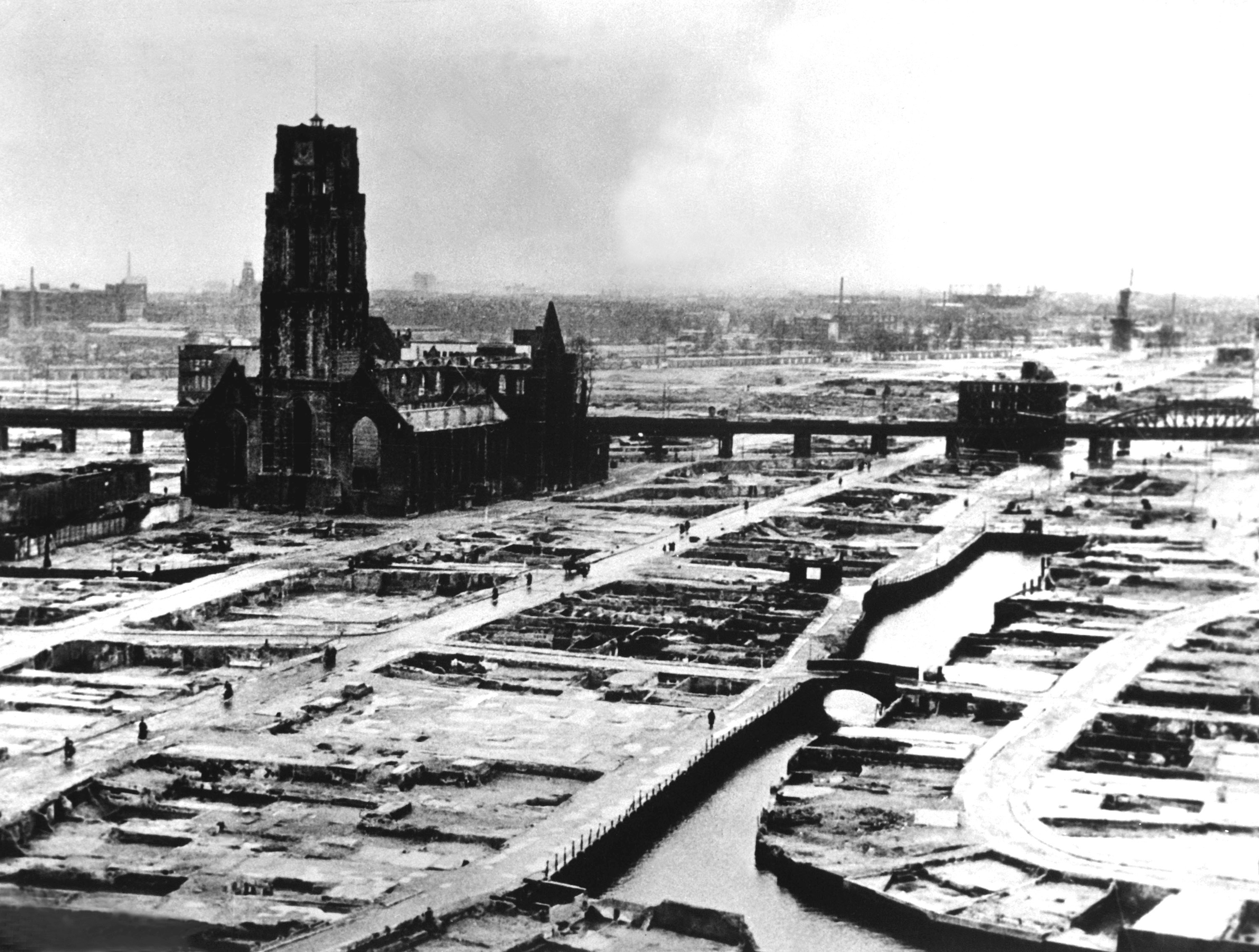
Rotterdam na het bombardement (en puinruiming) met de ruïne van de Laurenskerk.

Op 14 mei eisten de Duitsers de overgave van Rotterdam. Terwijl de onderhandelingen nog liepen, was het Duitse bombardement op Rotterdam al begonnen, met circa 800 doden en 78 000 daklozen tot gevolg. Er werd van gezegd dat dit door een communicatieprobleem was veroorzaakt. Toen ook Utrecht met een bombardement werd bedreigd besloot Winkelman zijn strijdmacht, in de late middag van 14 mei, over te geven. De schriftelijke capitulatie vond plaats in de nacht van woensdag 15 mei in  Rijsoord, een dorp onder Rotterdam. De capitulatie werd getekend door generaal Winkelman, in een school die was gevorderd door generaal Kurt Student, en die in eerste instantie als diens hoofdkwartier had dienstgedaan (deze school is tegenwoordig een museum). De hierbij aanwezige hoogste officier van Duitse zijde was generaal Georg von Küchler. De capitulatie gold niet voor de provincie Zeeland, waar nog enkele dagen strijd werd geleverd, totdat een Duits bombardement op Middelburg ook de overgave van Zeeland forceerde.
De hoop was dat de Fransen en Engelsen snel Nederland weer zouden bevrijden, maar na de evacuatie uit Duinkerken, waar de geallieerden maar ternauwernood aan een Duitse omsingeling ontsnapten, volgde de capitulatie van Frankrijk. Het nieuwe bewind onder maarschalk Pétain, later bekend als het Vichy-regime, ging met de Duitsers samenwerken (collaboratie). Ook de regering van minister-president De Geer werd door de Duitsers uitgenodigd terug te keren. De Geer wilde daaraan gehoor geven, maar dat zinde koningin Wilhelmina allerminst. De Nederlandse marine en handelsvloot waren van groot belang voor de Engelsen, en dan was er nog Nederlands-Indië met al zijn olie. Frankrijk moest later Indochina van de Duitsers aan Japan overdragen, en Wilhelmina was bang dat hetzelfde met Nederlands-Indië zou gebeuren. Zij ontsloeg haar defaitistische premier en stelde voor hem in de plaats Pieter Sjoerds Gerbrandy aan, die wel door wilde vechten.
Tijdens de meidagen van 1940 vielen aan Nederlandse zijde 2200 doden, en ongeveer 7000 gewonden.

## Duitse bezetting

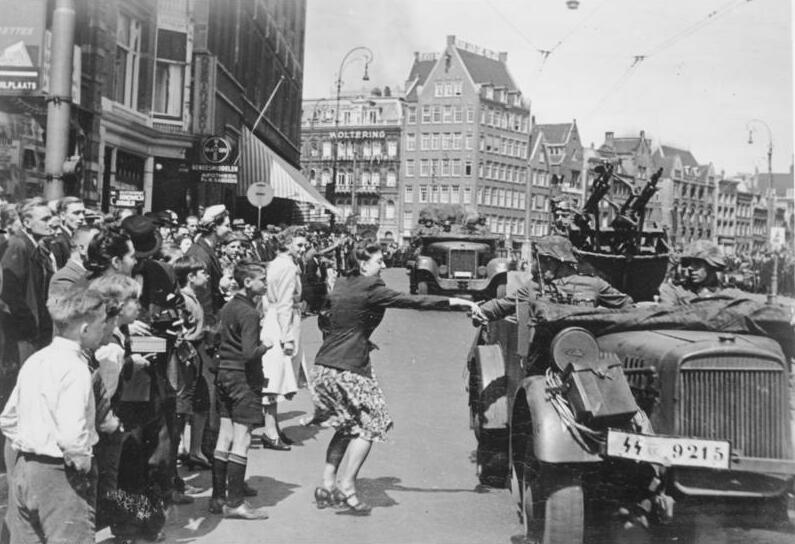
Duitse troepen arriveren in mei 1940 op de Dam in Amsterdam

Na de Nederlandse capitulatie en het vertrek van de laatste Franse troepen was heel Nederland bezet. Bij het vertrek had de Nederlandse regering haar bevoegdheden aan generaal Henri Winkelman overgedragen.

### Bestuur
Het bezette Nederland kreeg aanvankelijk een militair bestuur, maar dit werd op 29 mei 1940 vervangen door een burgerlijk bestuur. Hitler had deze optie om ideologische redenen gekozen: de Nederlanders waren voor hem een "Germaans broedervolk" en moesten voor het nationaalsocialisme worden gewonnen. Dat kon volgens hem het beste door de overheidsdiensten zoveel mogelijk aan de Nederlanders te laten, met een nationaalsocialistische bovenbouw van civiele bestuurders en toezichthouders, die zou moeten sturen, in plaats van besturen. Andere uitgangspunten waren om de opzet van de economieën van Nederland en Duitsland met elkaar te laten overeenkomen, en het welvaartspeil van Nederland gelijk te trekken met dat van Duitsland.
Aan het hoofd kwam een rijkscommissaris (Reichskommissar), de Oostenrijker Arthur Seyss-Inquart; hij werd op 29 mei 1940 geïnstalleerd. Daaronder kwamen vier Generalkommissäre (algemeen commissaris): Hans Fischböck voor financiën en economie, Fritz Schmidt voor openbare mening, Friedrich Wimmer voor bestuur en justitie en Hanns Albin Rauter was verantwoordelijk voor openbare orde en veiligheid. Het vijftal werd ondersteund door ongeveer tweeduizend ambtenaren, een kleiner aantal dan vooraf aan de bezetting. Hiervan was een derde Nederlands. Het Nederlandse parlement, bestaande uit de Eerste en Tweede Kamer, werd opgeheven.
De Nederlandse secretarissen-generaal bleven aan. Winkelman, aan wie de secretarissen-generaal formeel gehoorzaamheid verschuldigd waren, werd in de nacht van 1 op 2 juli 1940 naar Duitsland overgebracht om reden dat de Duitse bezetter hem onvoldoende coöperatief vond. Zo had hij zich conform het Landoorlogsreglement verzet tegen het door Nederlanders en de Nederlandse industrie meewerken aan Duitse defensieorders. Zelfs bij de secretarissen-generaal kreeg hij hiervoor geen enkele bijval.
Anton Mussert hoopte op bevoegdheden voor hem en zijn NSB, maar moest genoegen nemen met lagere posten. Seyss-Inquart hoopte de Nederlanders te winnen voor het nationaalsocialisme en het staats- en economisch bestel zo intact mogelijk in handen te krijgen. Hiertoe hanteerde hij de "fluwelen handschoen-aanpak". Hij besefte terdege dat de NSB veel te weinig draagvlak bezat en bovendien onvoldoende geschikte kandidaten voor hogere functies bood. Door deze 'fluwelen handschoen' aanpak en het feit dat de Nederlandse economie door allerlei oorzaken opleefde (zie hieronder) leek de Duitse bezetting in deze eerste fase mee te vallen.

### Economie
Enkele dagen na de Nederlandse capitulatie meldden zich al Duitse officieren bij Nederlandse scheepswerven, vliegtuigbouwers en andere industrie van belang. De Duitsers hadden schepen en vliegtuigen nodig, plus beton voor hun bunkers, textiel voor hun uniformen, etc. Dit bracht de directies in een dilemma: aanblijven of weigeren? Het eerste zou hen, als de geallieerden toch de oorlog zouden winnen, in de problemen brengen, het tweede betekende hoogstwaarschijnlijk dat Duitsers of NSB'ers hun bedrijven zouden overnemen. Uiteindelijk kozen veel bedrijven toch voor collaboratie, met name als het om zaken ging die slechts indirect voor oorlog konden dienen. De Duitsers gingen verder over tot grootschalige confiscatie van voorraden.
Veel bedrijven waren de Duitsers zelfs graag ter wille. Omdat Frankrijk en België de eerste dagen nog niet gepacificeerd waren, konden zij zo veel mogelijk winstgevende orders van de Duitsers in de wacht slepen. Ondanks negatieve effecten van de Engelse blokkade leek de bezetting mee te vallen. Bedrijven als Philips keerden recorddividenden uit en boekten recordwinsten. Maar ook de binnenlandse markt en het midden- en kleinbedrijf profiteerden van de opleving. Er ontstond een run op verschillende goederen, omdat veel Nederlanders bang waren dat er in de toekomst weleens schaarste kon ontstaan. Verder vertrokken veel arbeiders op vrijwillige basis naar Duitsland om daar hun succes te beproeven, en creëerde de goederendistributie ook veel nieuwe vacatures. Het gevolg was een economische opleving.
Voor de aanleg van de Atlantikwall maakte de Organisation Todt gebruik van Nederlandse aannemers, die zich in het algemeen coöperatief opstelden. In totaal waren ongeveer 50.000 Nederlanders actief voor de Organisation Todt.
Ook de Nederlandse scheepsbouw was voor de Duitse bezetter van groot belang. In mei 1940 waren diverse schepen voor de Koninklijke Marine in aanbouw. Deze werden afgebouwd voor de Kriegsmarine. In de zomer van 1940 werden door de diverse Nederlandse werven honderden binnenvaartschepen omgebouwd tot landingsvaartuig voor de Duitse invasie in Engeland, Operatie Seelöwe. In 1943 werd 14% van de scheepsnieuwbouw voor Duitsland geleverd door Nederlandse werven. In totaal stonden in Nederland 85 werven en 24 machine- en apparatenfabrieken met in totaal 55.000 man personeel ter beschikking van de Duitse "Rüstungsinspektion".
Steeds meer goederen werden gerantsoeneerd via het distributiestelsel. Benzine kwam in principe slechts ten goede aan de Duitsers, en reeds in de zomer van 1940 werden alle benzinepompen verzegeld. Binnenvaart moest voor bedrijven uitkomst bieden, terwijl auto's werden omgebouwd voor gasgeneratoren of de mensen zich per fiets of trein gingen verplaatsen. Omdat onderdelen echter steeds moeilijker verkrijgbaar waren moest bij reparaties een beroep gedaan worden op creativiteit of moest een substituut worden gebruikt, zoals houten fietsbanden.
Ook de verkregen inkomsten konden hierdoor steeds moeilijker worden besteed of belegd. In de eerste jaren vonden ze nog besteding in de vakantie- en recreatiesector. Veel personen en bedrijven zetten hun geld simpelweg op de bank omdat ze er verder toch niets mee konden. Ook werden schulden afgelost en verzekeringspolissen afgesloten. Later vond dit geld in toenemende mate besteding op de steeds verder uitdijende zwarte markt. Maar omdat ook zwarthandelaren zonder distributiebonnen weinig met het geld konden, verlangden ze vaak betaling in natura. Bijzondere boeken, vooroorlogs laken, pianovleugels en juwelen waren geliefde ruilobjecten.
Toen in 1941 - 1942 steeds duidelijker bleek dat de oorlog lang zou duren en dat een Duitse overwinning allerminst zeker was, veranderde dit beeld. De Duitsers gingen over tot het concentreren van de productie in bedrijven die voor de oorlogsvoering direct en indirect van nut waren. Veel andere bedrijven moesten hierdoor sluiten. De Jodenvervolging begon grimmiger te worden, en de Duitsers traden ook harder op tegen de bevolking, zoals bij de Februaristaking. De NSB wist bij de Duitsers een monopoliepositie in de wacht te slepen. Alle andere politieke partijen werden verboden, inclusief de Nederlandsche Unie en de fascistische rivalen van de NSB. De Duitsers begonnen steeds meer van de Nederlandse productie voor zichzelf op te eisen. Goederen werden steeds schaarser. Nog steeds maakten bedrijven winst, maar de beleggingsmogelijkheden namen gestadig af. Via allerlei instrumenten zoals de wisselkoers trachtten de Duitsers nog meer uit Nederland te persen.
Ook op de kunsten en de universiteiten verstevigden de Duitsers hun greep. Kunstenaars moesten lid worden van een speciale bond, de 'Kulturkammer'. Studenten werden gedwongen loyaliteitsverklaringen te tekenen terwijl (studenten)verenigingen Joodse leden niet meer mochten toelaten. Veel corpora en andere studentenvereniging hieven zichzelf daarom op.
Toen bleek de bezetting toch helemaal niet mee te vallen. Naarmate de oorlog vorderde, werden de gebreken steeds nijpender. In de Hongerwinter (winter 1944-'45) kwamen uiteindelijk naar schatting zo'n 20 000 personen door de honger om.
Vlak na de Tweede Wereldoorlog, op 26 september 1945, kregen alle Nederlanders tien gulden tijdens de grote geldzuivering die Lieftinck op touw zette. In de week waarin alle oude bankbiljetten en munten moesten worden ingeleverd – om vervolgens te worden geruild voor nieuw geld – moest men rondkomen van deze tien gulden. De naam van de Nederlandse oud-minister van Financiën Piet Lieftinck is voor veel mensen nog steeds bekend door het tientje van Lieftinck.

### Jodenvervolging
Al snel na de invasie begon de Jodenvervolging. De Duitsers stelden een 'Joodsche Raad' in. Dat was voornamelijk een manier om de identificatie van Joden en deportaties efficiënt te organiseren. Een aantal aanzienlijke mensen werd bereid gevonden om deze 'Raad' te organiseren en Joden werd voorgehouden dat ze veilig waren, als ze zich kwamen registreren. Er waren weinigen die daar niet op ingingen, veelal omdat dat 'de Joodse gemeenschap in gevaar zou brengen'. Er was ook vanuit de Nederlandse bevolking in deze tijd weinig verzet en een eventuele overwinning van de geallieerden leek ver weg. Zodra de Duitsers genoeg informatie hadden werden alle beloftes gebroken en begonnen de deportaties. In 1942 werd nabij Westerbork een doorvoerkamp voor Joden ingericht, dat bekend werd als Kamp Westerbork. Dit kamp was al in 1939 door de Nederlandse regering gebouwd om Joodse vluchtelingen uit Duitsland in op te vangen. Ook bij Vught en Amersfoort verschenen Duitse concentratiekampen. Uiteindelijk waren er 107 000 van de 140 000 Joden die in het vooroorlogse Nederland hadden gewoond, naar het oosten gedeporteerd. Hiervan zijn er ongeveer 101 800 vermoord of bezweken aan dwangarbeid in de concentratiekampen. Onder de slachtoffers was Anne Frank, die later beroemd werd vanwege het dagboek dat zij schreef (Het Achterhuis), terwijl ze ondergedoken zat.
Uit protest tegen de deportaties werd aanvang 1941 gestaakt (de Februaristaking) in Amsterdam, de Zaanstreek, Haarlem, Velsen, Hilversum en de stad Utrecht. Hoewel het niets uitrichtte, was dit toch een flinke streep door de rekening van Seyss-Inquart, omdat zijn opzet geweest was én de Joden te deporteren én de Nederlanders voor het nationaalsocialisme te winnen. Vanaf deze tijd hielden de nazi's op een fluwelen handschoen te gebruiken.

### Slachtoffers door zelfmoord
Tijdens de Duitse bezetting pleegden in Nederland honderden mensen zelfmoord uit angst voor arrestatie, deportatie of onderdrukking. Een opvallende piek deed zich voor in mei 1940, direct na de Duitse inval en de capitulatie. Met name joden, Duitse vluchtelingen, onderduikers en politieke tegenstanders zagen geen uitweg meer en beëindigden hun leven, regelmatig samen met hun gezin. In die maand werden 388 zelfdodingen geregistreerd, waarvan 201 onder joodse burgers. Deze golf van wanhoop werd later aangeduid als een ‘zelfmoordepidemie’ en kreeg pas decennia later bredere erkenning als oorlogsslachtofferschap. Ook in latere oorlogsjaren kwamen zelfdodingen voor, bijvoorbeeld na oproepen voor deportatie of bij gevangenschap

### Onderdrukking en verzet
De eerste verzetsgroepen werden al op 15 mei 1940 opgericht. De communistische partij CPN besloot op die dag om ondergronds te gaan en een verzetsorganisatie van 2000 personen op te bouwen, een omvang die door andere verzetsgroepen pas na Dolle Dinsdag in het najaar 1944 bereikt werd. De communisten kwamen op voor de rechten van de joden, de onafhankelijkheid van Nederland en herstel van de democratie; tegelijkertijd richtten ze zich tegen Engeland en het koningshuis. Uiteindelijk zouden ongeveer 25.000 personen aan het communistische verzet deelnemen; ongeveer 2000 kwamen er door fusillades of gruwelijke omstandigheden in concentratiekampen om het leven. Het communistisch verzet trad in augustus 1940 met acties naar buiten. In oktober 1940 kwam lokaal het verzetsblad De Vonk uit en in november landelijk het verzetsblad De Waarheid.
De eerste verzetsdaad werd al op 15 mei 1940 door de eenling Bernardus IJzerdraat verricht: hij verspreidde in Rotterdam pamfletten waarin hij de bevolking tot verzet opriep. IJzerdraat zelf begon vervolgens met het opbouwen van de verzetsgroep De Geuzen. Het eerste verzetsblad dat uitkwam, was Vrij Nederland, in augustus 1940.
Vermoedelijk is de eerste persoon die na de Nederlandse capitulatie door de Duitsers werd vermoord de Haagse communist Pieter Philipus van den Berg. Hij werd op 13 augustus 1940 gearresteerd en op 28 augustus 1940 vanaf de eerste verdieping van de trap in het Oranjehotel gegooid.
Er werd Arbeitseinsatz ingesteld, waarbij iedere man tussen de 18 en 45 jaar verplicht werd in de Duitse fabrieken te gaan werken (die iedere nacht gebombardeerd werden). De mannen die dit niet wilden, moesten onderduiken. Er werd zo veel mogelijk voedsel en andere goederen uit Nederland weggesleept zodat de rantsoenering, (de bonkaart) een middel werd om de bevolking in bedwang te houden. Wie iets verkeerd deed, zoals onderduiken, kreeg op die manier automatisch niets te eten. Joden als onderduikers hebben was extra gevaarlijk. Er stond de doodstraf op. Een derde van de mensen die dat geprobeerd hebben, hebben de oorlog niet overleefd.

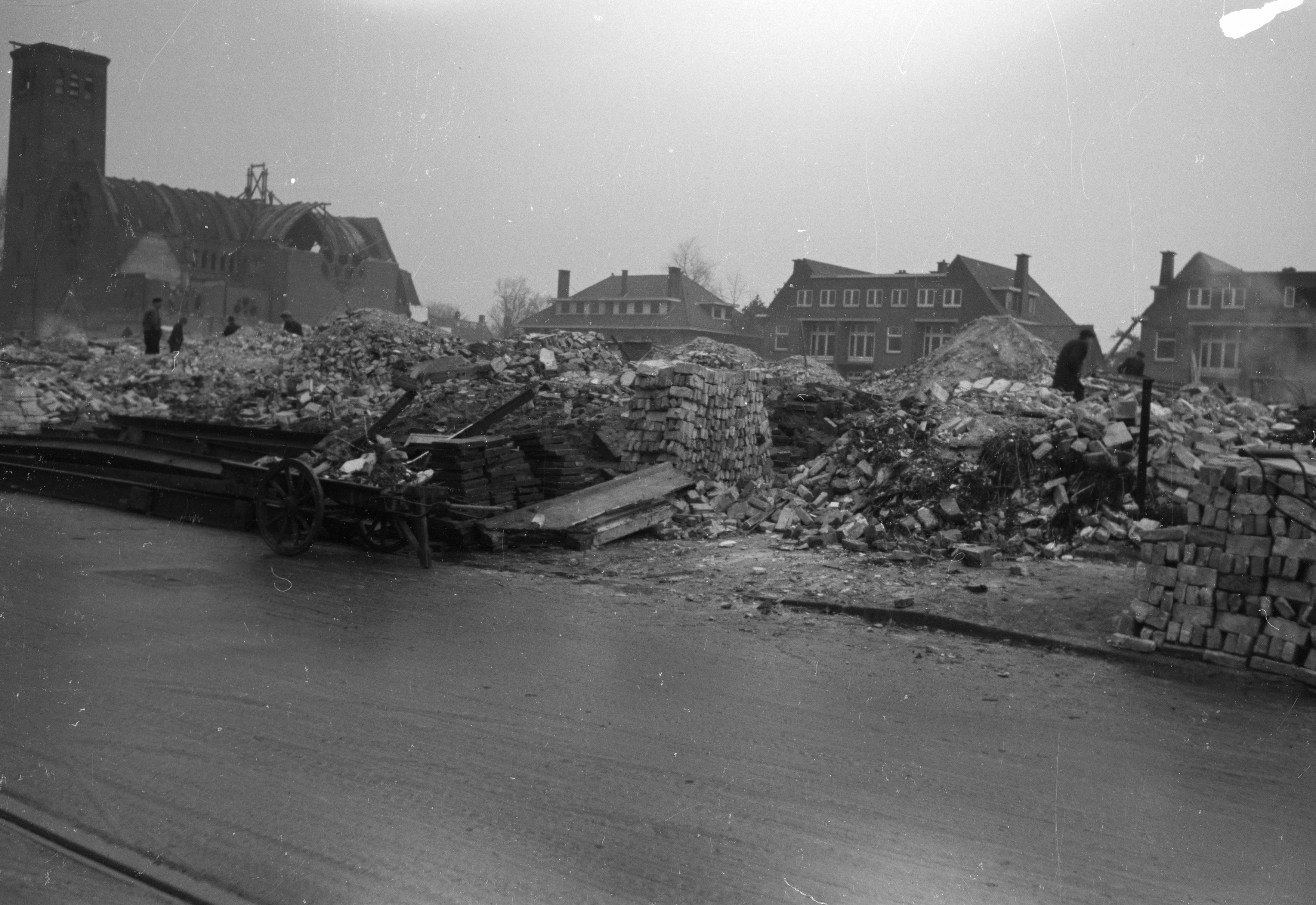
Sloop van de katholieke kerk aan de Cornelis de Wittlaan in Den Haag vanwege de aanleg van de Atlantikwall

De Atlantikwall, een gigantische kustverdedigingslinie die het Duitse oppercommando langs de hele Europese kust liet aanleggen, van Zuid-Frankrijk tot Denemarken, leidde ook in Nederland tot grootschalige bunkerbouw. Kustplaatsen zoals Scheveningen werden hiervoor ontruimd. In Den Haag werden 3200 woningen afgebroken en 2594 ontmanteld. 20.000 huizen werden ontruimd, 65.000 mensen moesten verhuizen.
De censuur zorgde dat radio en kranten alleen het door de Duitsers goedgekeurde nieuws mochten brengen. Uiteraard was dit alleen voor de Duitsers positief nieuws. Deze nieuwsberichten konden niet helemaal het ongunstige verloop van de oorlog verbergen, immers de Duitse 'overwinningen' in Rusland kwamen steeds dichter bij Duitsland te liggen. Naar Radio Oranje, Nederlandstalige uitzendingen uit Londen, mocht niet geluisterd worden.
Deze onderdrukkingsmaatregelen stimuleerden het verzet. Illegale kranten met nieuws van Radio Oranje werden verspreid. Knokploegen pleegden overvallen om bonkaarten in handen te krijgen, om hiermee onderduikers van voedsel te voorzien.
Na een aanslag bij Putten op een Duitse officier werd op 1 oktober 1944 de hele mannelijke bevolking van deze plaats zonder proces afgevoerd naar Duitsland: de razzia van Putten.
Weinig Nederlanders verzetten zich actief of passief tegen de Duitse bezetting. De genoemde NSB collaboreerde actief met de Duitse bezetters. Ook waren er Nederlanders die zich vrijwillig meldden voor deelname aan het Duitse leger en voor de SS. Historisch onderzoek toont aan dat circa 25.000 Nederlanders zijn toegetreden tot de SS.

## Bevrijding
Na de landing in Normandië in juni 1944, rukten de geallieerden snel op in de richting van Nederland, en werd een groot deel van Zuid-Nederland bevrijd, Limburg in september (Bevrijding van Maastricht 13 en 14 september) en Noord-Brabant in oktober (Operatie Pheasant). In september 1944 werd via de "operatie Market Garden" (17-25 september) getracht bruggen over de grote rivieren te veroveren; met de Slag om Nijmegen en Slag bij Arnhem. Arnhem mislukte echter en Nijmegen werd te laat veroverd. De dinsdag van 5 september staat bekend als Dolle Dinsdag: de Nederlanders, gelovend dat de bevrijding op handen was, begonnen feest te vieren. Het deel van Nederland ten noorden van de grote rivieren moest echter nog tot het volgende jaar wachten.
Intussen verhardde ook de repressie van de Duitsers; de Deppner-executies zijn hier een voorbeeld van, waarbij 450 verzetsstrijders het leven verloren. De economische uitbuiting van Nederland nam nog verder toe in een uiterste poging met de verkregen hulpbronnen het tij te kunnen keren. Later werden in navolging van Hitlers Nerobefehl verschillende vernielingen aangericht in de Amsterdamse en Rotterdamse havens en op Schiphol, en werd onder meer de Wieringermeerpolder onderwatergezet. Sommige Duitsers en hun Nederlandse handlangers maakten zich op om desnoods tot het einde toe door te vechten, terwijl anderen meer op hun eigen overleven waren gericht. Veel Duitsers en kopstukken in het Nederlandse bedrijfsleven gaven blijk van een matigende invloed en probeerden de bevolking te helpen, deels uit eigenbelang om te voorkomen dat ze na de oorlog, die nu voor iedereen duidelijk in een Duitse nederlaag zou eindigen, vervolgd zouden worden. De economische uitbuiting liep ten einde door de toenemende schaarste, de mitigerende invloed van kopstukken, en het feit dat de bevolking steeds minder genegen was zich naar de bezetter te schikken nu de oorlog duidelijk op een Duitse nederlaag ging uitdraaien.

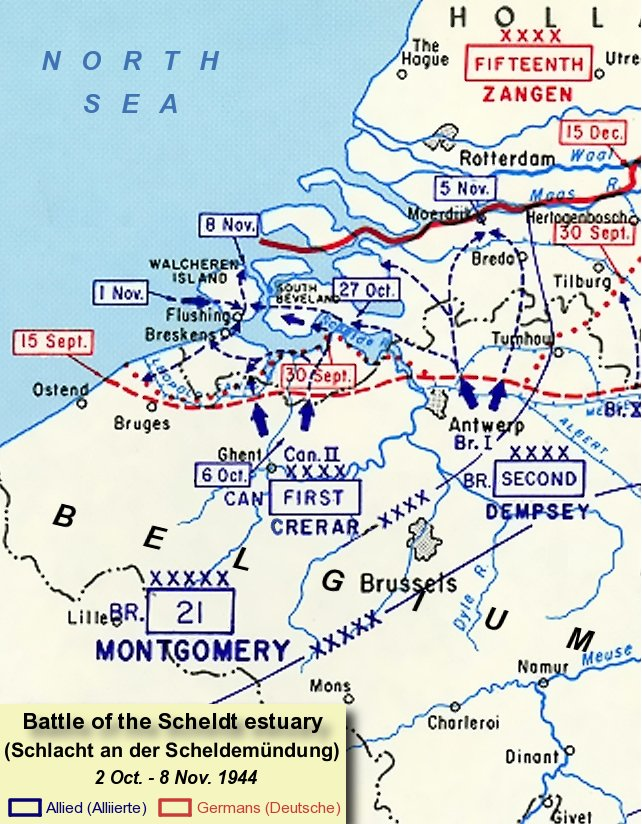
Kaart van de slag om de Schelde.

Ook op Walcheren heersten de Duitsers eerst nog. Van hieruit beheersten zij de toegangsweg tot de havenstad Antwerpen. En het geallieerde leger had een grote aanvoerhaven nodig: de havens in Normandië waren te beperkt en te ver. Maar de sterke Duitse verdediging maakte een landing hier een hachelijke zaak. Daarom bombardeerden de geallieerden op 3 oktober de dijken van Walcheren bij Westkapelle en zetten zo Walcheren onder water. Doel was om zo de Duitse verdediging te ontregelen ter voorbereiding op een amfibische aanval. Ondanks waarschuwingen aan de bevolking met pamfletten, vonden 180 inwoners van Westkapelle de dood. Op 8 november was Walcheren vrij. Zie ook Strijd om Walcheren.
De Nederlandse regering had in 1940 geen gebruik willen maken van de aloude Hollandse Waterlinie. Het was nog steeds mogelijk Vesting Holland tot een eiland te maken, maar dit eiland bevatte nu de Randstad. Er waren te veel mensen om in leven te houden.
Hitler gaf het bevel dat de Festung Holland tot iedere prijs gehouden moest worden. De winter van 1944 op 1945 was bovendien streng, en dit leidde tot hongertochten en mensen die stierven van honger, uitputting, kou of ziektes. Deze winter werd bekend als de Hongerwinter.
In het voorjaar van 1945 werd de geallieerde opmars hervat. De Rijn werd overgestoken en de linkervleugel van de geallieerden bevrijdde Oost-Nederland. De stad Groningen werd met vuur verdedigd door een harde kern van Nederlandse en Duitse SS'ers, en was pas na drie dagen strijd bevrijd. Verder naar het zuiden bereikten de geallieerden de rand van de Veluwe, wat leidde tot een heftig gevecht bij Otterlo (de Slag om Otterlo). Een van de laatste gevechtshandelingen vond plaats in Delfzijl. In de periode 23 april - 2 mei 1945 vonden er felle gevechten plaats rondom de Noordelijke havenstad tussen het "5th Canadian Armoured Division" en het Duitse leger.
Op het eiland Texel maakten 800 Georgiërs deel uit van het Duitse leger, deels vrijwillig, deels min of meer gedwongen. Op 5 april 1945 kwamen zij tegen de Duitsers in opstand. Deze opstand van de Georgiërs werd door het Duitse leger na vijf weken strijd neergeslagen. Er kwamen 565 Georgiërs, 120 Texelaars en 800 Duitsers bij om. De Duitsers waren op Texel aan de macht tot 20 mei, toen Canadese militairen op het eiland aankwamen. De 228 overlevende Georgiërs werden na de oorlog uitgeleverd aan de Sovjet-Unie.
Op 13 maart 1945 keerde Koningin Wilhelmina terug uit ballingschap; zij betrad de Nederlandse bodem in Eede (Zeeuws-Vlaanderen) en overnachtte in Sluiskil.
Op 4 mei 1945 capituleerde de Duitse admiraal Von Friedeburg te Lüneburg namens de Duitse troepen in Noordwest-Duitsland, Nederland, Sleeswijk-Holstein en Denemarken voor de Britse veldmaarschalk Montgomery. Op de dag dat die capitulatie inging, 5 mei, ontbood de Canadese generaal Charles Foulkes de Duitse opperbevelhebber Johannes Blaskowitz naar Hotel De Wereld in Wageningen om daar in het bijzijn van de Nederlandse prins Bernhard van Lippe-Biesterfeld (commandant van de Binnenlandse Strijdkrachten) de uitwerking van de capitulatie van de Duitse troepen in Nederland te bespreken. Blaskowitz vroeg 24 uur bedenktijd. Een dag later (dus op 6 mei 1945) werden de uitgewerkte voorwaarden van de capitulatie getekend in een boerderij te Nude, even buiten Wageningen. Het veroveren van Vesting Holland was niet meer nodig. Later zou het beeld ontstaan dat de bespreking in Hotel de Wereld op 5 mei de gebeurtenis was geweest waarbij de Duitsers hadden gecapituleerd.
Een Duitse SS-militie van 123 man had zich verschanst op Schiermonnikoog samen met ongeveer 500 wehrmachtsoldaten, dezen werden op 11 juni door de Canadezen ingerekend.

## Na de oorlog

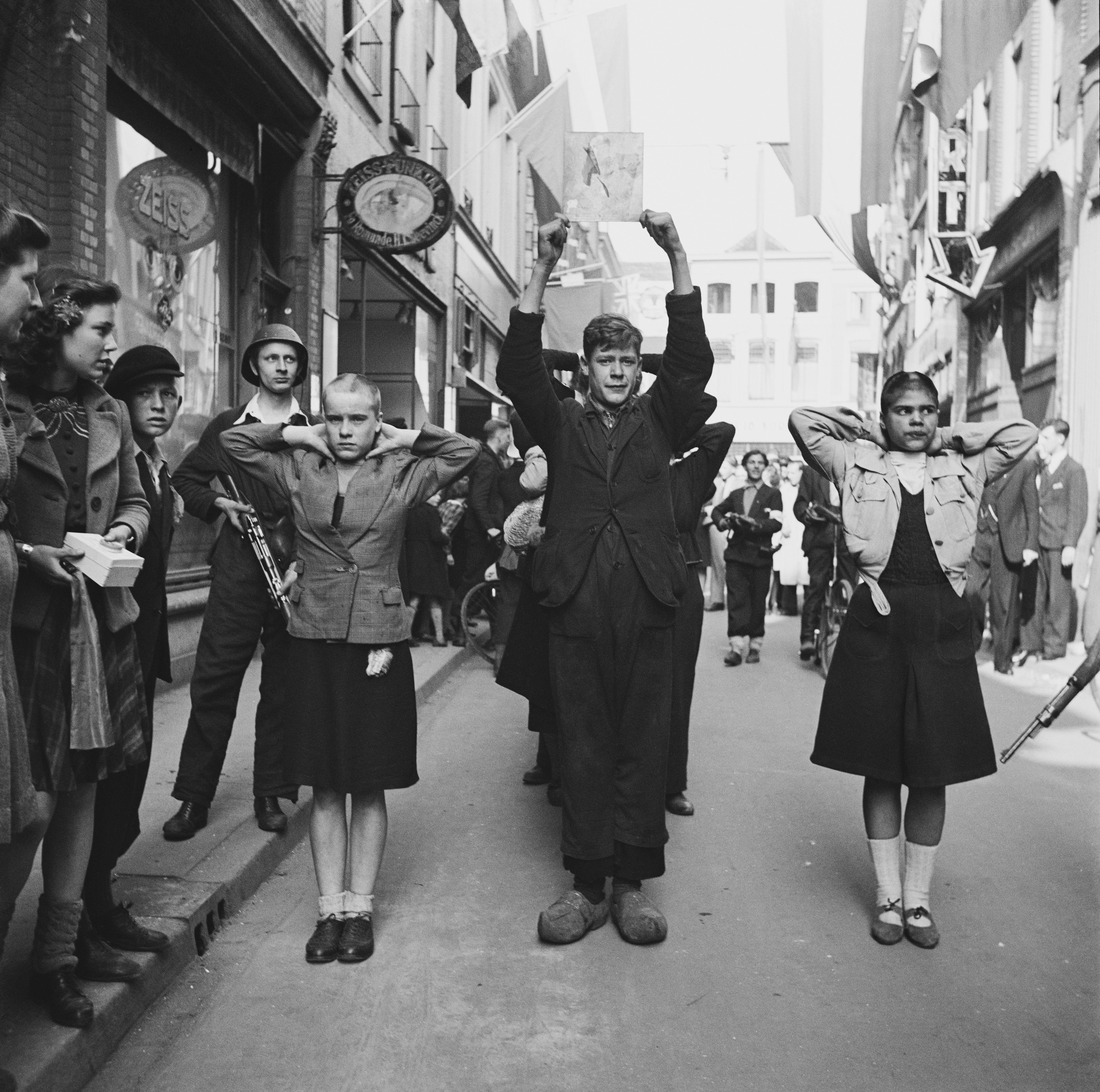
NSB'ers en kaalgeschoren "moffenmeiden" worden opgebracht door leden van de Binnenlandse Strijdkrachten.

Na de oorlog werden in sommige plaatsen mensen, waarvan men meende dat zij tijdens de oorlog de Duitsers geholpen hadden, zonder vorm van proces gedood of op andere wijze gestraft (bijltjesdag). Van veel 'moffenhoeren' (Nederlandse meisjes die een relatie aangegaan waren met Duitse soldaten) werd het hoofd kaalgeschoren. NSB'ers en andere (vermeende) landverraders werden vaak eerst door het dorp of de stad geleid waarna ze gevangen werden gezet. In Groningen werden deze mensen in de Korenbeurs aan de Vismarkt vastgezet. Iedere dag werden ze gelucht, waarbij ze door een menigte bespuwd en bespot werden. Andere vermeende landverraders werden overgebracht naar voormalige concentratiekampen, zoals Vught.
Anderen werden na een rechtszaak veroordeeld, bijvoorbeeld de drie van Breda. Weer anderen bleken onterecht te zijn gearresteerd, en werden na soms lange periodes van voorarrest vrijgesproken (zie Theo Haze).
De banktegoeden van omgekomen Joodse landgenoten waren een halve eeuw later nog onderwerp van procesgang. Ook de kunstroof door de Duitsers vindt nog steeds een vervolg. De teruggegeven kunstvoorwerpen worden ten dele door de Nederlandse regering vastgehouden en niet aan de oorspronkelijke eigenaren teruggegeven.
De Tweede Wereldoorlog heeft diepe sporen in de Nederlandse samenleving nagelaten. Jaarlijks vindt de dodenherdenking plaats. Maar ook onder de levenden zijn er velen, die emotionele wonden hebben opgelopen, zowel in de eerste als in de tweede generatie. In het jaar 2000 verstrekte de Pensioen- en Uitkeringsraad nog jaarlijks een uitkering aan 24 000 mensen (waaronder ook slachtoffers uit latere oorlogen, zoals in Korea).

## Slachtoffers in Nederland
Tijdens de bezetting van Nederland zijn enkele bevolkingsgroepen extra hard getroffen. Van de joden werd 73% vermoord. Van de communisten werd 25% vermoord. Ook van de Jehova's getuigen werd ongeveer 25% vermoord. Van de Roma en Sinti werd 5% vermoord. Er werden ruim drieduizend Nederlanders gefusilleerd. Na de oorlog zijn er op diverse plekken in het land monumenten opgericht ter herdenking van de slachtoffers.

## Nasleep
Lang na de bevrijding en de vervolging en bestraffing van landverraders staken in Nederland nog talrijke affaires de kop op die verband hielden met de moeizame verwerking. De grootste affaires waren die rond Friedrich Weinreb, Menten en Willem Aantjes en het debat over de vrijlating van de Drie van Breda. Verder was er de tweedeling tussen "goed" en "fout in de oorlog", de aandacht voor het Dagboek van Anne Frank en de werken van de historici Lou de Jong en Jacques Presser.

## Geschiedschrijving
Over de bezetting van Nederland zijn talloze boeken geschreven. Prominente historici die zich hiermee bezighielden waren Jacques Presser, Abel Herzberg Ben Sijes en Lou de Jong. Reeds in 1945 werd het Rijksinstituut voor Oorlogsdocumentatie opgericht, waarvan De Jong lange tijd directeur was. In die hoedanigheid schreef hij het meerdelig standaardwerk Het Koninkrijk der Nederlanden in de Tweede Wereldoorlog.

## Nederlands-Indië
In Nederlands-Indië had men verontwaardigd op de overval gereageerd. Het land was direct tot de geallieerden toegetreden. Duitse en Japanse burgers, spion of niet, werden geïnterneerd, evenals NSB'ers.
Japan was echter in conflict geraakt met de Verenigde Staten en Groot-Brittannië. Een aantal gebeurtenissen, zoals de inbezitneming van Frans Indo-China, overtuigden de Nederlandse politici dat ook Japan een gevaar vormde. Samen met de Verenigde Staten kondigde Nederlands-Indië een olieboycot tegen Japan af. Hierop besloot Japan tot een militaire campagne om eerst de Verenigde Staten militair te verlammen om vervolgens de gebieden in Zuidoost-Azië te bezetten. Na de aanval op Pearl Harbor op 7 december 1941 verklaarde Nederland met alle overzeese gebiedsdelen Japan de oorlog.

### Verovering door Japan

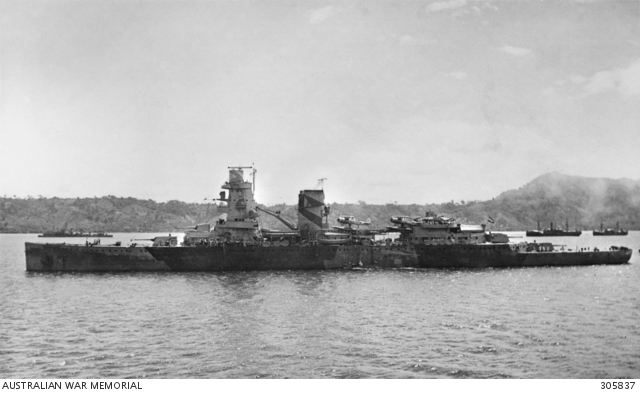
Hr.Ms. De Ruyter, het vlaggenschip van admiraal Karel Doorman

De geallieerden trachtten een ABDA-eskader (American, Britain, Dutch, Australian) op te zetten, maar na Hongkong, de Filipijnen, Maleisië en Singapore, vielen de Japanners op 10 januari 1942 Nederlands-Indië binnen. De geallieerden wisten de Japanners een nederlaag toe te brengen, maar redden het uiteindelijk niet tegen de overmacht. De Nederlandse admiraal Karel Doorman ging op 27 en 28 februari 1942 met een geallieerd eskader onder zijn bevel ten onder in de Eerste Slag in de Javazee. Dezelfde nacht landden de Japanners op Java, en sloten de Nederlandse troepen in.

### Japanse bezetting
De Nederlanders gaven zich over op 8 maart van dat jaar. De Nederlandse soldaten werden gevangengezet in werkkampen. Later werden alle Nederlanders geïnterneerd in kampen, de zogenaamde jappenkampen. Ook werden sommigen tewerkgesteld aan de Birmaspoorweg. Veel Nederlandse meisjes en vrouwen werden gedwongen tot prostitutie, de zogenaamde troostmeisjes. De houding van de inheemse bevolking was gemengd. Een aantal Indonesiërs, zoals de Molukkers, was zeer pro-Nederlands, en streed met de Nederlanders mee. Een grote groep was onverschillig: Nederlanders of Japanners, het waren allebei bezetters. Een niet onaanzienlijke groep, waaronder de PNI van Soekarno, besloot met de Japanners te praten in de hoop dat zij wellicht redelijker waren dan de Nederlanders. Een aantal Indonesiërs verrichtte hand-en-spandiensten voor de Japanners, of richtte hun woede op de Nederlanders en etnische Chinezen. Aanvankelijk was men wel gevoelig voor de Japanse propaganda over "Asia Raya" (Groot Azië) maar al snel toonde de bezetter zijn ware gezicht. Het land werd leeggezogen, voedsel (rijst) werd naar Japan gestuurd. En Japan stelde onder de vlag van "Asia Raya" het instituut "Romusha" op, dat wil zeggen dat Kamponghoofden en stadsbesturen "vrijwilligers" moesten aanwijzen. In feite waren dit dwangarbeiders die onder hetzelfde regime (geen eten en veel slaag) als krijgsgevangenen en burger geïnterneerden te werk werden gesteld. Zie bijvoorbeeld ook de affaire Junyu Maru. Precieze cijfers zijn niet bekend maar de schattingen lopen uiteen van 400 000 tot 600 000 Romusha's die het leven lieten. Japan steunde echter het Indonesische onafhankelijkheidsstreven zover het Tokio zelf uitkwam: Onder druk van o.a. Soekarno was er eerder de Peta (Pembela Tana Ayer) opgericht. De grondslag van wat later de TNI werd. De generaals Suharto en Nasution kwamen voort uit de rangen van de Peta. Overal op Java werden in het geheim "strijdgroepen", de Banteng groepen (Banteng is een wilde buffel) opgericht. Zogenaamd ter verdediging tegen een geallieerde inval maar in feite ook bedoeld voor een eventuele opstand tegen de Japanse bezetter. Soekarno, Hatta en Sjahrir hadden in geheim overleg de rollen verdeeld: Soekarno zou, gezien zijn verleden, optreden als "vlag" cq. woordvoerder en samenwerken met het Japanse gezag. De "collaboratie" was dus kunstmatig. Zie de diverse biografieën over (en van) Soekarno. Gedrieën ontwierpen zij te Sinkaleng in 1944 de Panca Sila, het grondvest van de Indonesische Grondwet met de drie principes: één staat, één volk, één God. Pas op 15 augustus 1945 accepteerde men de onafhankelijkheidsverklaring van Indonesië, onder zware druk van Indonesische studenten door Soekarno uitgesproken op zijn adres te Pegangsaan Oost te Jakarta. Op dezelfde dag capituleerde Japan. De ondertekening van de capitulatie vond pas begin september plaats op het Amerikaanse vlaggenschip "Missouri" door Shigemitsu en generaal Mac Arthur.
De Nederlandse onderzeeërs vochten aan geallieerde zijde door. Zij maakten als deel van de geallieerde strijdkrachten jacht op Japanse olietransporten van Indië naar Japan en op troepen- en wapentransporten van Japan naar de strijd op onder andere Nieuw-Guinea. Ook bleven tot 1943 verzetshaarden actief op onder andere Sumatra en Timor, en hielden de Nederlanders met geallieerde hulp in het uiterste zuiden van Nieuw-Guinea stand. Ook de Nederlands (Indische) Luchtmacht vocht mee. Vanuit Australië vocht het 118e squadron, uitgerust met Mitchell B25 vliegtuigen mee onder Squadron Leader majoor Wolff, de latere commodore van de Nederlandse Luchtmacht.
Bij de herovering van de door Japan bezette gebieden had Nederlands-Indië geen prioriteit. Men hoopte door de verovering van de Pacifische eilanden het Japanse moederland te isoleren van zijn grondstoffenreservoirs, waarvan Nederlands-Indië er één was. De geïsoleerde troepen zouden later makkelijk verslagen kunnen worden volgens deze strategie. De herovering van de Filipijnen had wel prioriteit, deels vanwege generaal Mac Arthurs befaamde uitspraak bij zijn evacuatie van Corregidor "I shall return" en deels vanwege het gegeven dat de Filipijnen een Amerikaanse kolonie was. Voor die herovering waren steunpunten nodig. Het eerste steunpunt was het eiland Biak (bij Irian), het tweede steunpunt was Morotai, ten noorden van Halmahera. De Japanners gaven zich over op 15 augustus 1945, nadat de Amerikanen twee atoombommen op de Japanse steden Hiroshima en Nagasaki hadden geworpen. Het aantal slachtoffers was groot maar minder groot dan het aantal slachtoffers in Tokio door de bijna dagelijkse Amerikaanse bombardementen met (brand)bommen. De "impact" lag in het feit dat het bij Hirosjima en Nagasaki elk om één enkele bom ging (en de Japanners wisten niet dat de Amerikanen er niet meer van hadden). De ondertekening van de capitulatie vond begin september plaats door de Japanse minister van Buitenlandse Zaken Mamoru Shigemitsu en generaal Douglas MacArthur op het Amerikaanse vlaggenschip Missouri.

### Na de oorlog
Na de Tweede Wereldoorlog vonden de Nederlanders een heel ander Nederlands-Indië terug, dat niet meer bereid was terug te keren onder Nederlandse soevereiniteit. Nederlands-Indië moest aanvankelijk door de Britten bezet worden om de orde te handhaven. De PNI had een eigen republiek gesticht, die onafhankelijkheid eiste. Nederland wilde aanvankelijk niet met de vermeende collaborateur Soekarno praten, en drukte de opstand militair de kop in met de zogenaamde politionele acties. De term 'acties' suggereerde een politie-optreden, maar het ging hier in feite om een militaire campagne. Hoewel militair een succes (Soekarno en Hatta werden bovendien gevangengenomen), verspeelde Nederland in rap tempo het politiek krediet in de wereld. Slechts de Britten steunden de Nederlanders verbaal. Uit Moskou kwamen scheldkanonnades over het 'koloniale imperialisme' van Nederland, terwijl de VS dreigden de Marshallhulp in te trekken. In 1949 verleende Nederland aan Indonesië de onafhankelijkheid. Nederlands-Nieuw-Guinea zou in 1962 aan Indonesië worden overgedragen.